# Smerinthulus olivacea
Espèce
Smerinthulus olivacea est une espèce d'insectes lépidoptères de la famille des Sphingidae, de la sous-famille des Smerinthinae, de la tribu des Smerinthini et du genre Smerinthulus.

## Description
Il est semblable à Smerinthulus diehli, mais les ailes postérieures sont moins roses, les bandes de l'aile antérieure sont jaunâtres et le sommet de l'aile antérieure est moins fortement marqué.

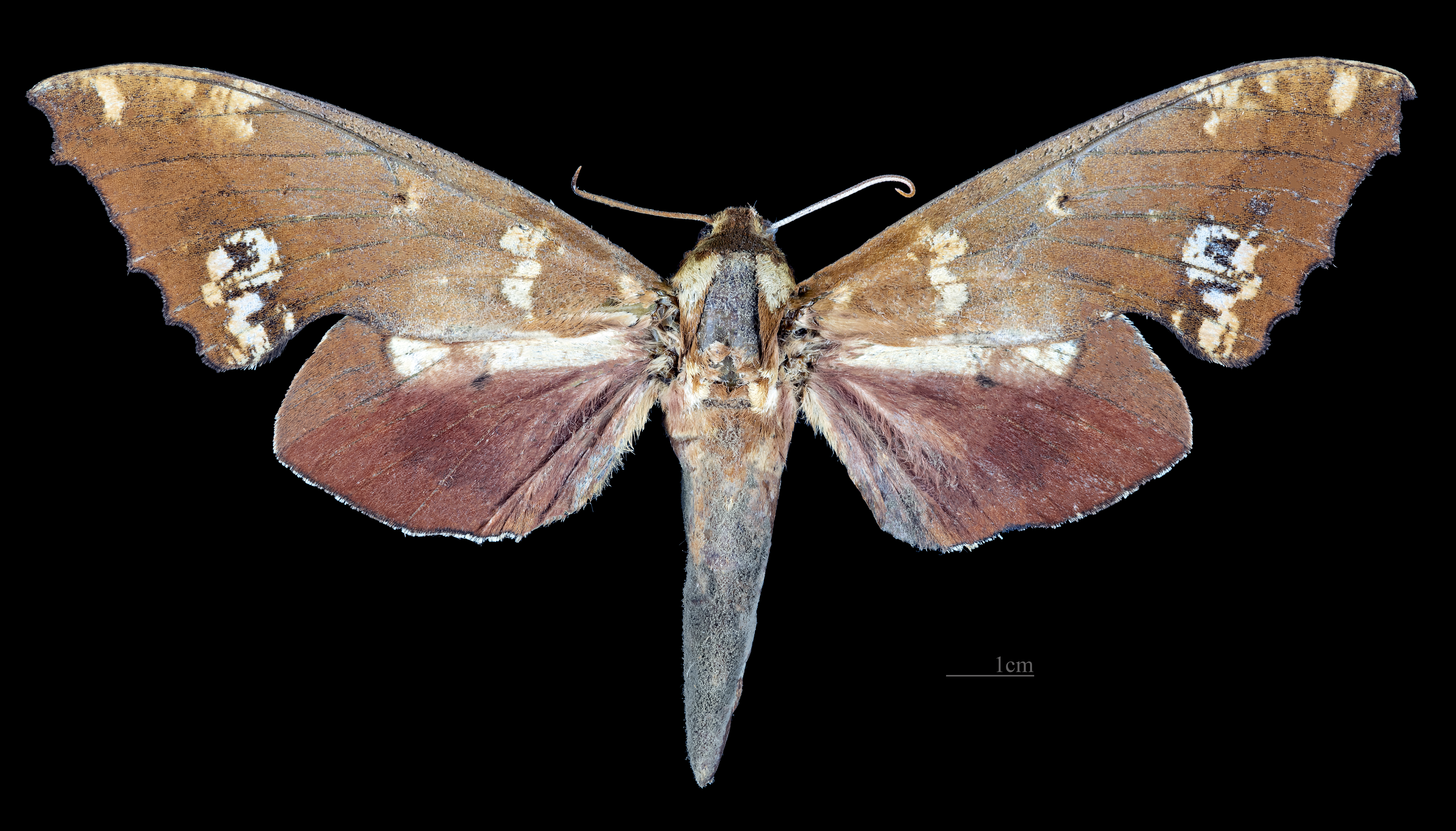
Apers de la femelle (coll.MHNT)
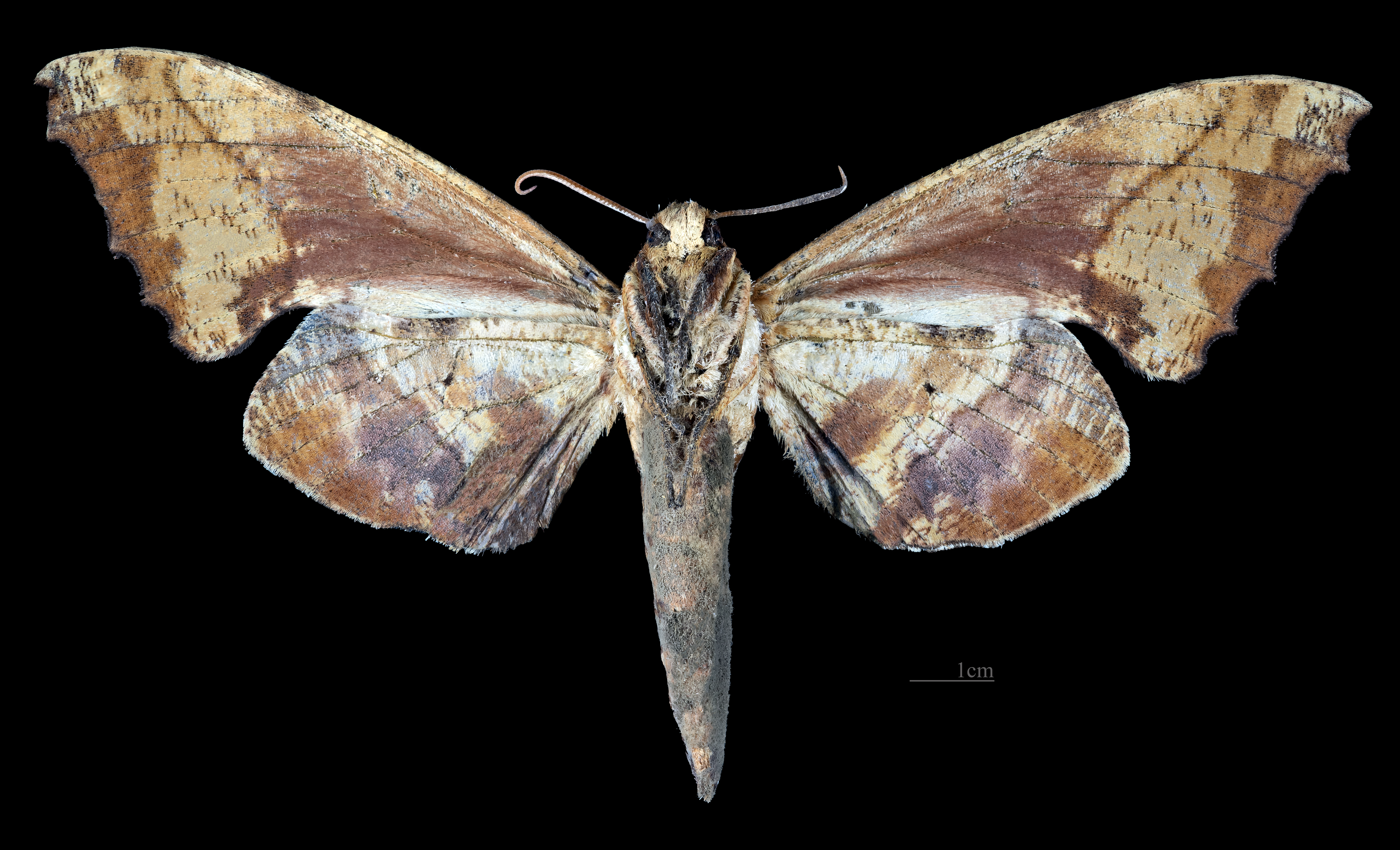
revers de la femelle (coll.MHNT)

## Répartition et habitat
Répartition
Il est connu en  Malaisie péninsulaire, et à Bornéo.

## Systématique
- L'espèce Smerinthulus olivacea a été décrite par l'entomologiste Lionel Walter Rothschild en 1894[1] sous le nom initial de Cypa olivacea.
- La localité type est Bornéo.

### Synonymie
- Cypa olivacea Rothschild, 1894 protonyme
- Degmaptera olivacea (Rothschild, 1894). Le genre Degmaptera a été déclassé en 2014 en raison de l’antériorité du terme Smerinthulus[2]